# Módní fotografie

Pierre Louis Pierson: Hraběnka Virginia Oldoini, asi 1863-66

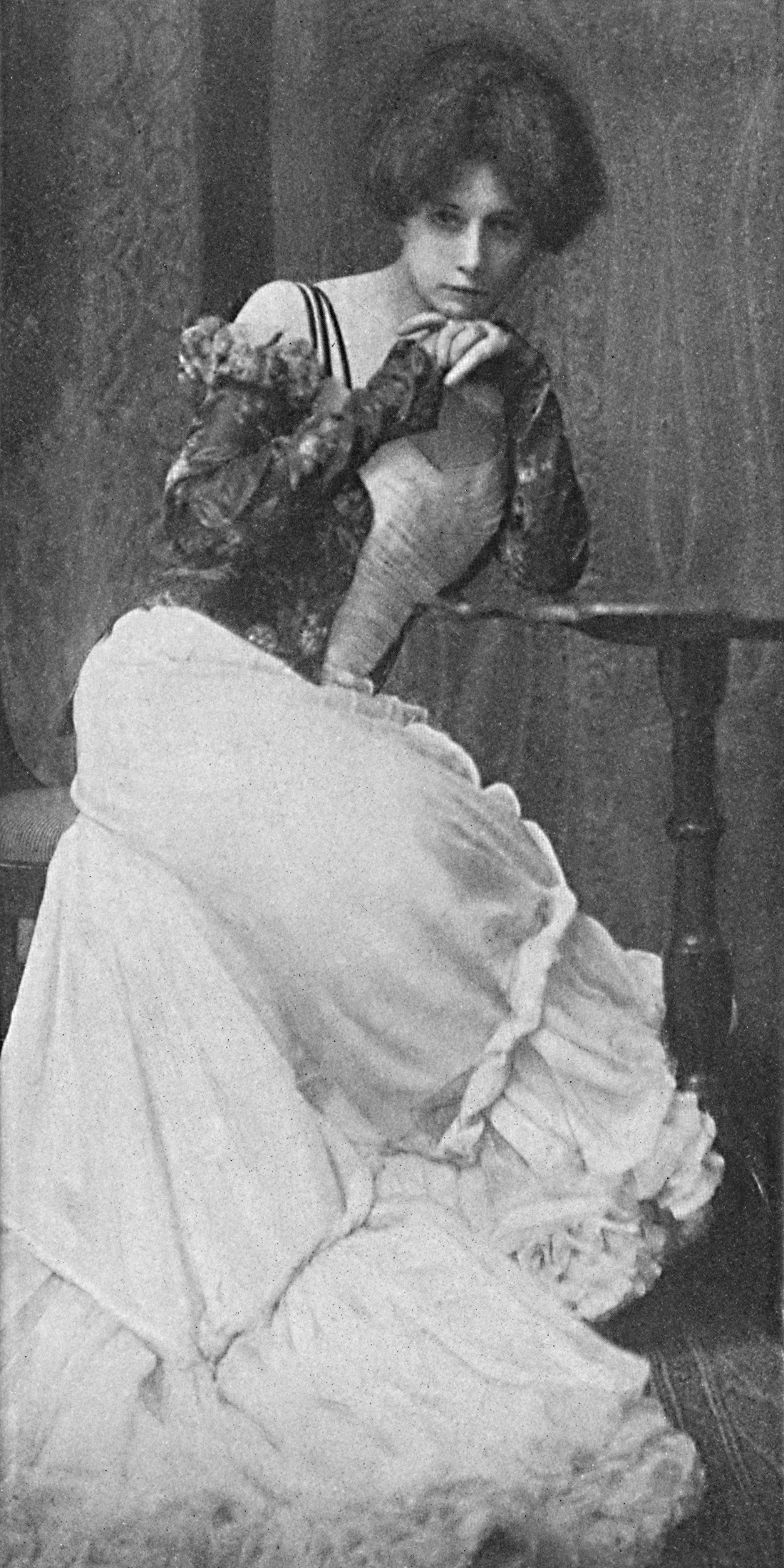
Zaida Ben-Yusufová: autoportrét, 1901

Módní fotografie (fotografie módy) je fotografický žánr, který zobrazuje oděvy a jiné módní výrobky. Fotografie módy je nejčastěji určena pro reklamu nebo módní časopisy, jako jsou například Vogue, Vanity Fair nebo Allure. Tento žánr si časem vydobyl svůj vlastní estetický styl, v níž je móda a odívání posíleno vhodným příběhem a exotikou.

## Historie
Fotografie byla vynalezena okolo roku 1830, ale princip daguerrotypie neumožňoval masivní tisk snímků. Roku 1856 vydal Adolphe Braun knihu, která obsahovala 288 fotografií Virginie Oldoiniové, hraběnky Castiglione, toskánské šlechtičny ze soudního dvoru Napoleona III. Fotografie ji zobrazovaly v jejích oficiálních soudních šatech, které se považují za první fotografovaný módní model.
K zakladatelům tohoto oboru patří George Hoyningen-Huene, Martin Munkácsi a Edward Steichen. Své příjmy z módní fotografie si zajistil také Man Ray. Edward Steichen stylizoval své modely do postav art deco a Hoyningen-Huene stylizoval ženy do póz klasicistních soch. Huene, povzbuzen surrealismem a dadaismem, se pokoušel odosobnit všední věci a své modely zobrazoval jako bohy, ideální, perfektní bytosti. Martin Munkácsi fotografiemi pro časopis Harper´s Bazaar osvobodil módní fotografii z fotoateliéru. Fotografoval na ulici, dával svým modelům dynamické pózy plné energie a dynamiky podle stylu městského života třicátých let. Ve dvacátých a třicátých letech fotografoval slavné hollywoodské hvězdy Američan Clarence Sinclair Bull. V tomto období se však lídrem na poli módních fotografií stalo Německo a Evropské země vůbec. Fotografové jako byli Edward Steichen, George Hoyningen-Huene, Horst P. Horst nebo Cecil Beaton dodali tomuto žánru skvělou uměleckou formu.
Jednou z nejdůležitějších módních fotografek byla Lee Millerová. Odešla roku 1929 do Francie studovat umění a ve svém ateliéru v Paříži a pak v New Yorku fotografovala snímky v surrealistickém stylu.
- Pierre Louis Pierson

Průkopníkem exteriérové fotografie za přirozeného světla byla Toni Frissellová.

### 1945 - současnost

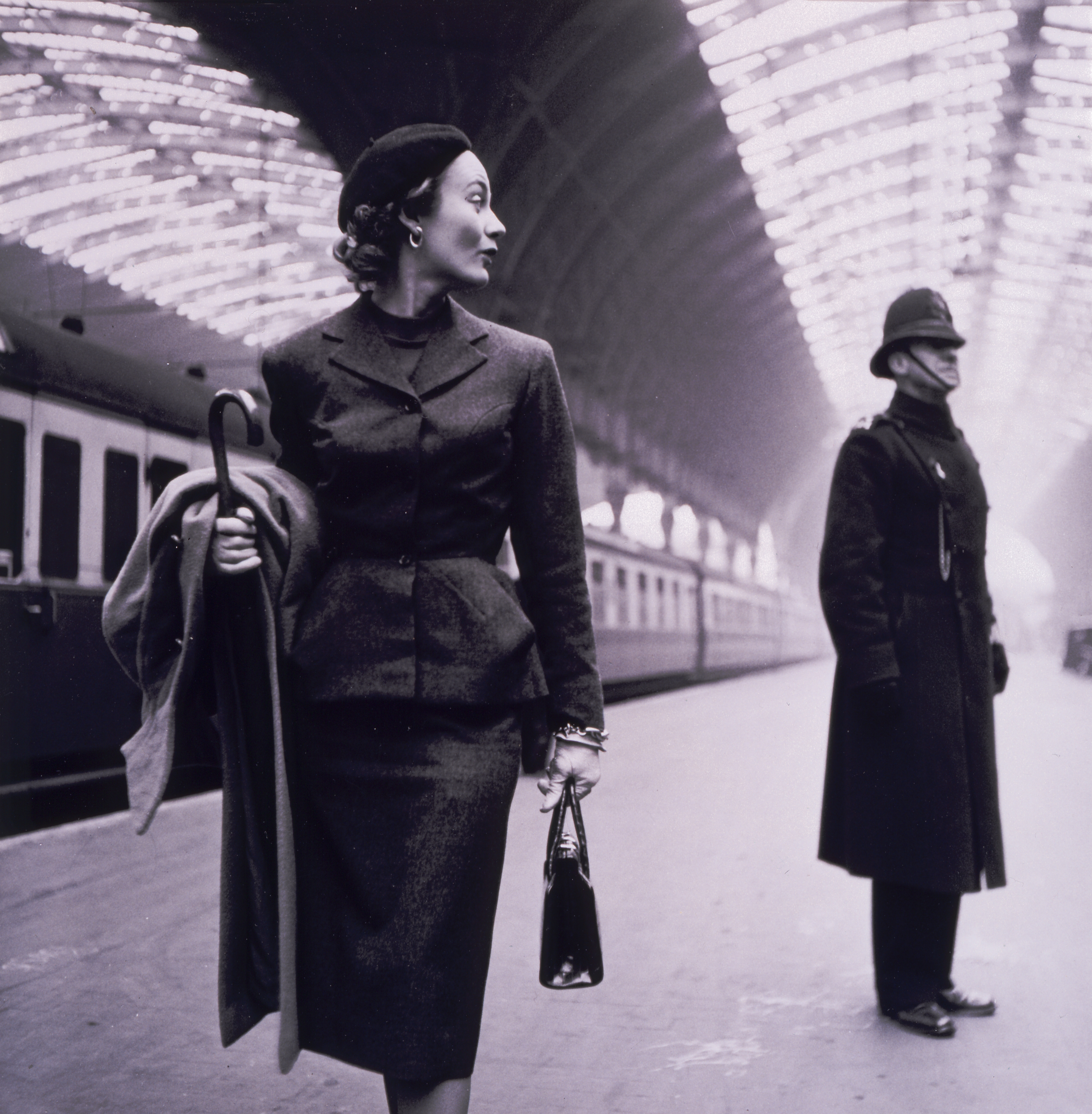
Toni Frissellová: modelka na Victoria Station v Londýně, publikováno v Harper's Bazaar 1951, fotografie módy, americká Kongresová knihovna

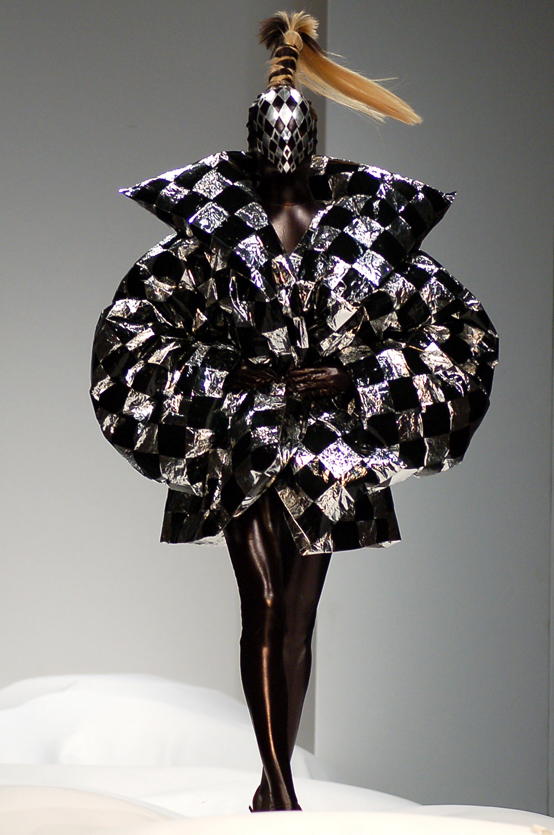
Současná módní fotografie. Autor: Rebecca Cotton, Londýn

Po smrti Richarda Avedona, Helmuta Newtona a Herba Rittse, jsou dnes nejznámějšími módními fotografy Mario Testino, Steven Meisel a Patrick Demarchelier.
- Wols
- Guy Bourdin

#### USA
- Richard Avedon (1923 – 2004) byl americký módní fotograf.
- William Klein (nar. 1928), Američan, pracoval pro Vogue
- Nan Goldin (nar. 1953), Američanka
- David LaChapelle (nar. 1963), Američan
- Terry Richardson (nar. 1965)
- Garry Gross
- Toni Frissellová (1907–1988) je známá svými módními fotografiemi, snímky z druhé světové války a portréty slavných Američanů a Evropanů, dětí a žen ze všech oblastí života. Byla průkopníkem exteriérové fotografie za přirozeného světla.[4]
- Arthur Elgort (* 1940) spolupracuje s časopisem Vogue.
- Gösta Peterson (1923 - 2017) fotil hlavně pro The New York Times, Esquire nebo Harper's Bazaar. První černoška Naomi Sims na titulní straně r. 1968 je jeho fotka.
- Kike San Martín (* 1969 Argentina) je americko-argentinský fotograf celebrit působící od roku 1995 v Miami na Floridě, kde žije od roku 1995.
- Tasya van Ree (* 1976) je známá svými černobílými fotografiemi celebrit jako jsou například Michelle Rodriguez,[5] Katherine Moennig[6] a Matt Dallas. V několika rozhovorech se zmínila o herečce Amber Heardové jako o své hlavní múze.[7]
- Adrien Broomová (* 1980) produkuje výtvarné snímky s tématem dětské fantazie, kde hlavní roli hrají mladé ženy v dobových kostýmech.
- Lindsay Adler (*1986)
- Mark Velasquez (* 1977)

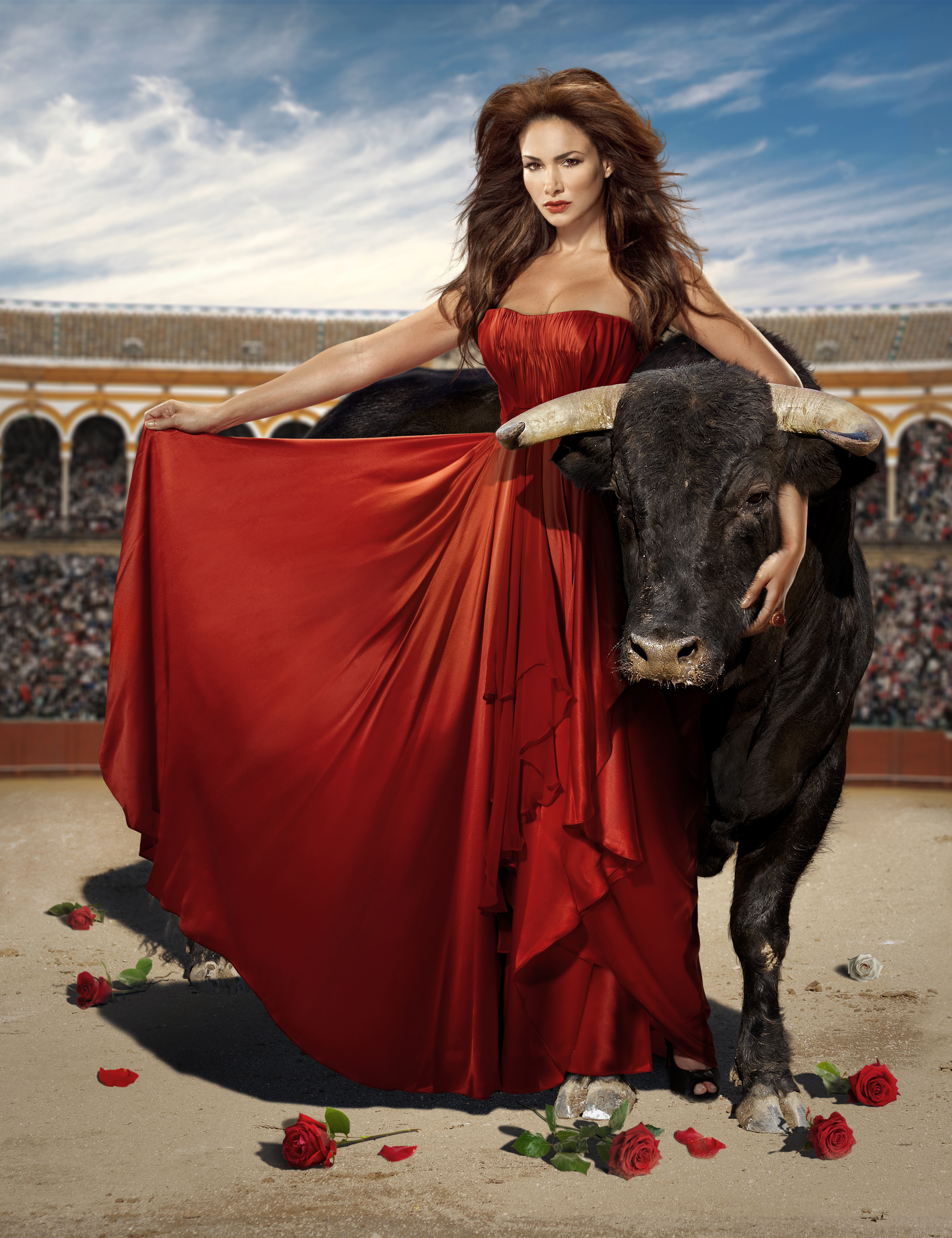
Kike San Martín: Patricia De León, modelka, 2010

#### Evropa
Spojené království
- Cecil Beaton (1904–1980 Anglie)
- Tim Walker (Anglie) hledá inspiraci v dílech preraffaelitů,surrealistů i postmoderních umělců.

Francie
- Sarah Moon (nar. 1941), Francouzka
- Maurice Tabard (1897–1984, Francie)
- Jean Francois Campos (* 1966, Aix-en-Provence, Francie) je francouzský módní a portrétní fotograf působící v New Yorku. Jeho práce byly vystavovány v mnoha mezinárodních galeriích a muzeích, jako je například International Center of Photography v New Yorku nebo Centre national de la photographie v Paříži. Získal celou řadu ocenění.
- Fred Meylan spolupracoval s osobnostmi jako jsou například Monica Bellucciová, Uma Thurman, Penelope Cruz. Stal se specialistou na módní fotografii, pracoval pro významné francouzské, italské a americké dámské časopisy. Pracuje například pro společnosti L'Oreal, Nike, American Express, Clarins, Lacoste, Zadig et voltaire, Galerie Lafayette, Peugeot, Ba&sh, Lancaster, Pataugas, Dim, Guess. Výhradně však pracuje pro společnost Zadig et Voltaire.

Německo
- Willy Maywald (1907–1985) pracoval převážně v Paříži, fotografoval módu pro Christiana Diora a portrétoval mnoho známých umělců. Pracoval mimo jiné pro tyto módní tvůrce: Christian Dior a Pierre Balmain, Jacques Fath a Jeanne Paquin. Jeho fotografie byly považovány za „diskrétní eleganci“[8], část jich vznikla v přepychových interiérech a před drahými luxusními auty, část pod širým nebem, na ulicích a v kavárnách Paříže nebo před výlohou antikvariátu. Jeho umění, někdy představující bizarní protiklad pozadí a stylizovaných modelů, se řadí k umění nového realismu (Nouveau Réalisme). Jeho snímky byly zveřejňovány v časopisech jako Vogue a Harper’s Bazaar.
- Herbert Tobias (1924–1982) se jako módní fotograf proslavil v padesátých letech. Zvlášť umělecky cenné jsou jeho portréty, ruské snímky z druhé světové války a jeho fotografie mužů s homosexuální tematikou. V roce 1948 se seznámil s civilním zaměstnancem americké armády a zamiloval se do něj. Odešli spolu do Paříže. Ve francouzském hlavním městě potkal Tobias známého německého fotografa Willyho Maywalda, pro kterého pracoval jako retušér, a ten mu poskytl první kontakty do světa módy. Roku 1953 vyšly první Tobiasovy práce v časopisu Vogue. Ve stejném roce vystoupil proti razii v pařížské homosexuální scéně, byl vykázán z Francie a vrátil se do Heidelbergu. Od října 1953 vycházely jeho snímky v německých časopisech a o měsíc později vyhrál mezi 18000 účastníky první místo v soutěži o titulní snímek Frankfurter Illustrierten Zeitung. Přestěhoval se do Berlína a tam se také konala v listopadu 1954 jeho první samostatná výstava. Díky zveřejňování svých snímků v mnoha renomovaných časopisech se stal od roku 1956 známým v německé módní branži. Jeho kontakty do světa módy a filmu vedly v dalších letech ke vzniku mnoha portrétů, např. Hildegard Knef, Zarah Leander, Valeska Gert, Amanda Lear, Klaus Kinski, Tatjana Gsovsky, Jean-Pierre Ponnelle, Andreas Baader. Od roku 1960 se stále obtížněji podřizoval disciplíně módního světa, a proto vznikalo stále méně prací.
- Iris Brosch (*1964) se ve svých fotografiích žen se soustředí na jejich ženství a sílu. Ženy jsou její hrdinky. Chce se zaměřit na duše a intelekt žen.[9] Ženy zobrazuje v jejich "pevné dokonalosti".[10]
- Alexander Palacios (* 1982) je vítěz soutěže Hasselblad Junior Contest z roku 2010.
- Švýcar Alexander Binder (1888 - 1929) působil hlavně v Německu

Ostatní
- Peter Lindbergh
- Paol Roversi je italský portrétista a módní fotograf.
- Lise Sarfati - fotografka agentury Magnum Photos.
- Temelko Temelkov[11] - bulharský fotograf
- Věra Rajčeva[12] - bulharská fotografka.
- Inez Van Lamsweerde a Vinoodh Matadin - fotografovali kalendář Pirelli 2007
- Švédsko - Bingo Rimér
- Gabriel Moginot
- Emy Kat
- Michal Martychowiec (Polsko) je polský fotograf, který žije a pracuje v Londýně.
- Švýcarsko - Michel Comte
- Oliviero Toscani (* 1942) je italský fotograf[13] světově známý svými kontroverzními reklamními kampaněmi pro italskou firmu Benetton.[14] Jako módní fotograf pracoval pro magazíny jako například Elle, Vogue, GQ, Harper's Bazaar, Esquire nebo Stern.
- Anne Helene Gjelstad (*1956, Norsko)
- Vivienne Balla (1986, Maďarsko)

#### Ostatní
- Sam Haskins (1926–2009 Jihoafrická republika)
- Steven Meisel
- Patrick Demachelier
- Steven Klein
- Jürgen Teller

## České země
Dita Pepe v rozhovoru v roce 2005 uvedla, že „v Česku je módní fotografie v plenkách, originální díla začínají vznikat až v posledních letech. Skutečně dobrou módní fotku dělá až mladá a nejmladší generace – Štěpánka Steinová a Salim Issa, Adam Holý, Marek Novotný. Bohužel o tvůrčí pojetí módní fotografie je u nás minimální zájem, prakticky nebýt časopisu 'Blok', nebylo by kde tyto snímky publikovat.“
Současnými módními fotografy jsou:
- Jan Faukner
- Ivo Kulhavý[16]
- Aleš Fremut
- Jaroslav Robert[17]
- Milada Čištínová
- Tomáš Beran

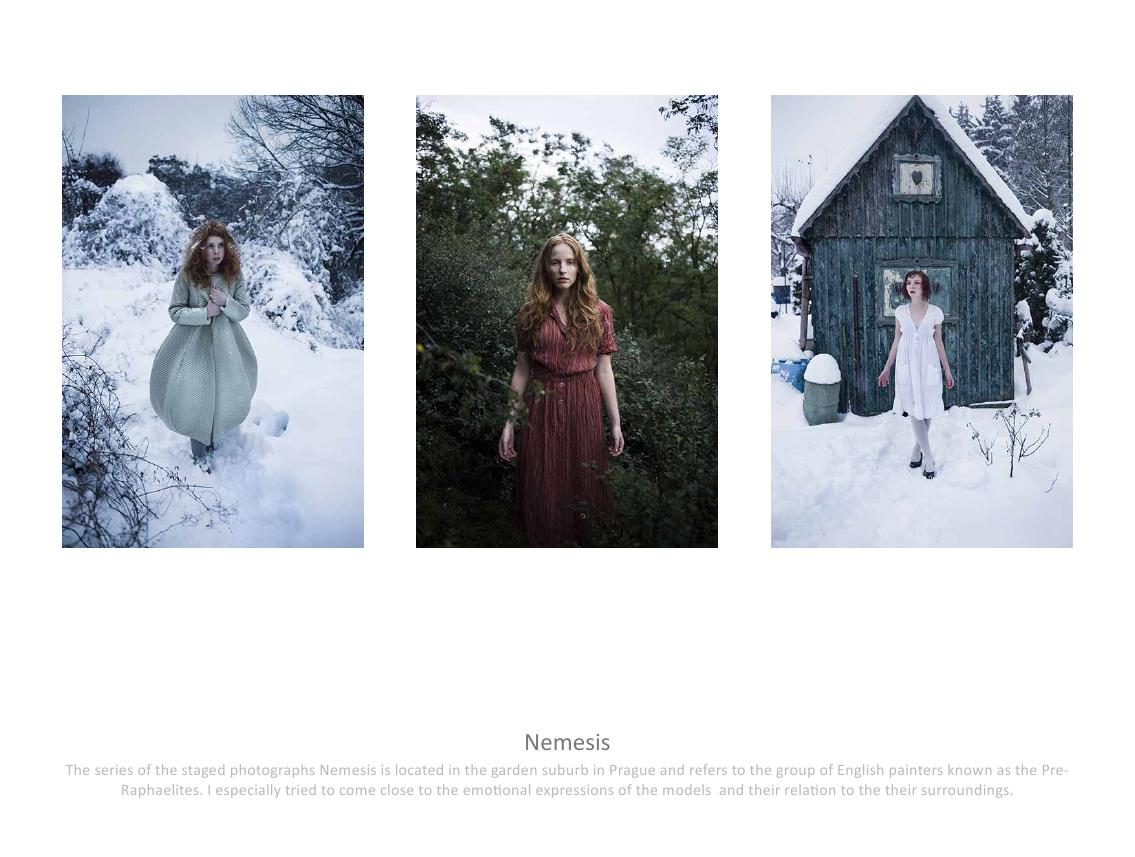
Jan Faukner: Nemesis

## Kompozice

### Trash the dress
Trash the dress je styl portrétní fotografie, při které je v kontrastu elegantní oblečení a prostředí, ve kterém se fotografuje. Obecně se fotografuje ve stylu svatební, módní fotografie nebo glamour. Na rozdíl od klasiky se často odehrává na neobvyklých místech - jako jsou například střechy domů, skály, vrakoviště aut, skládky, pole, u zdi s graffiti nebo v opuštěných budovách. Žena je často oblečená v plesových nebo svatebních šatech, které se mohou během fotografování namočit, umazat a v extrémních případech také roztrhat nebo zničit. Hlavní účinek těchto snímků je zapůsobit atmosférou tradičních krásných svatebních šatů v kontrastu ve zcela netypickém prostředí. Trash the dress snímky nemají úlohu převzít místo "klasických" fotografií, ale pouze je doplňovat. Vzhledem k netradičnímu prostředí, ve kterém se fotografuje, je dobré více dbát na bezpečí všech zúčastněných.

### Boudoir
Boudoir označuje fotografický styl s boudoirem (ve smyslu nábytku a/nebo místnosti) v záběru snímku. Charakteristikou tohoto stylu, který může být na pomezí mezi styly glamour či fashion, je snaha vystihnout intimitu a bezprostřednost u modelky (muži a páry jsou méně časté) v jejím soukromí, modelka je často na snímku zastižena při převlékání nebo ve spodním prádle, většinou bez explicitní nahoty.
Mezi často fotografované modelky patřily během 20. a 30. let 20. století například herečky Kathleen Meyers, Clara Bow, Mae West či Jean Harlowová.

## Galerie

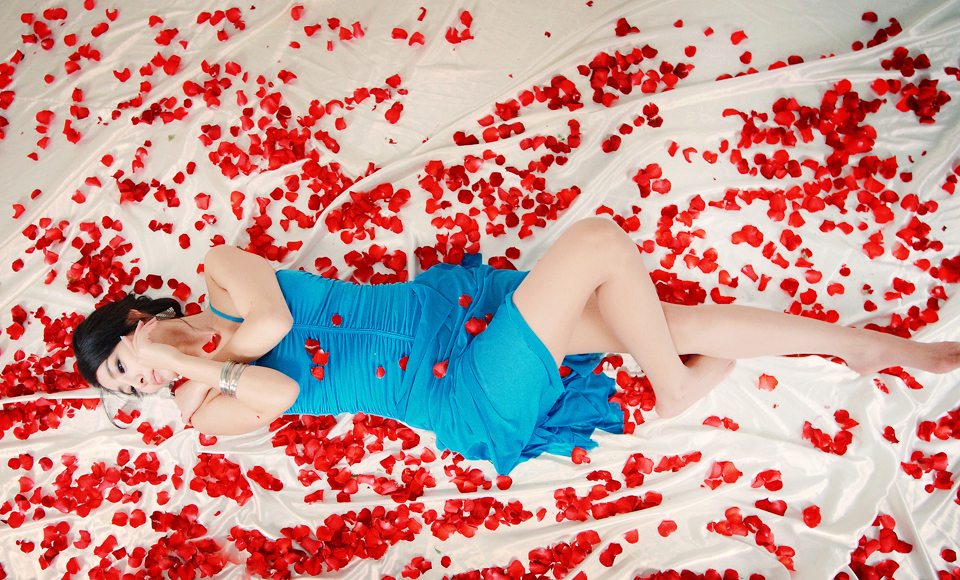
American Beauty
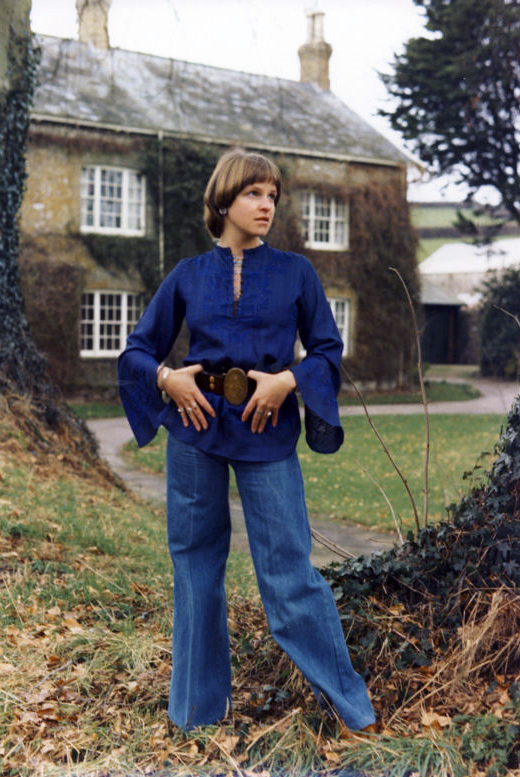
Anglická módní fotografie ze 70. let
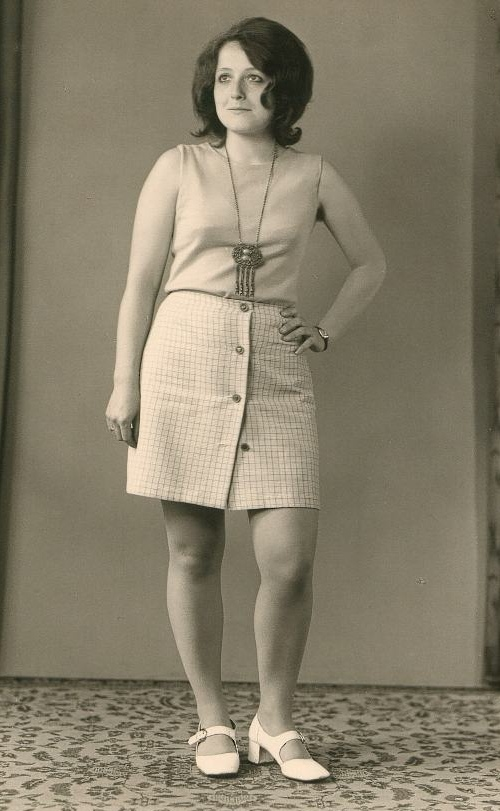
Typická móda pro ženy v 70. letech v improvizovaném ateliéru
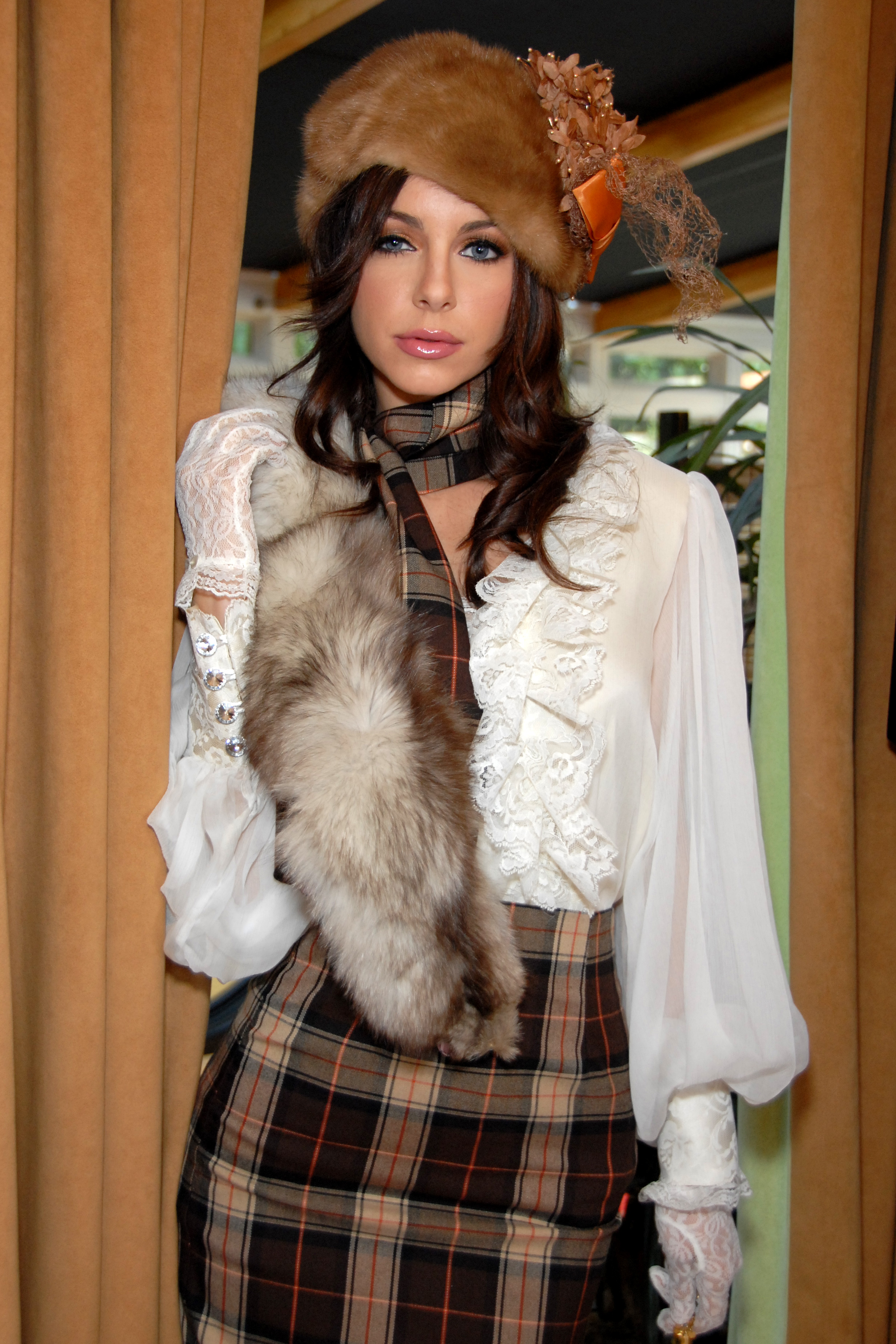
Modelka pózující pro módní časopis, 2008
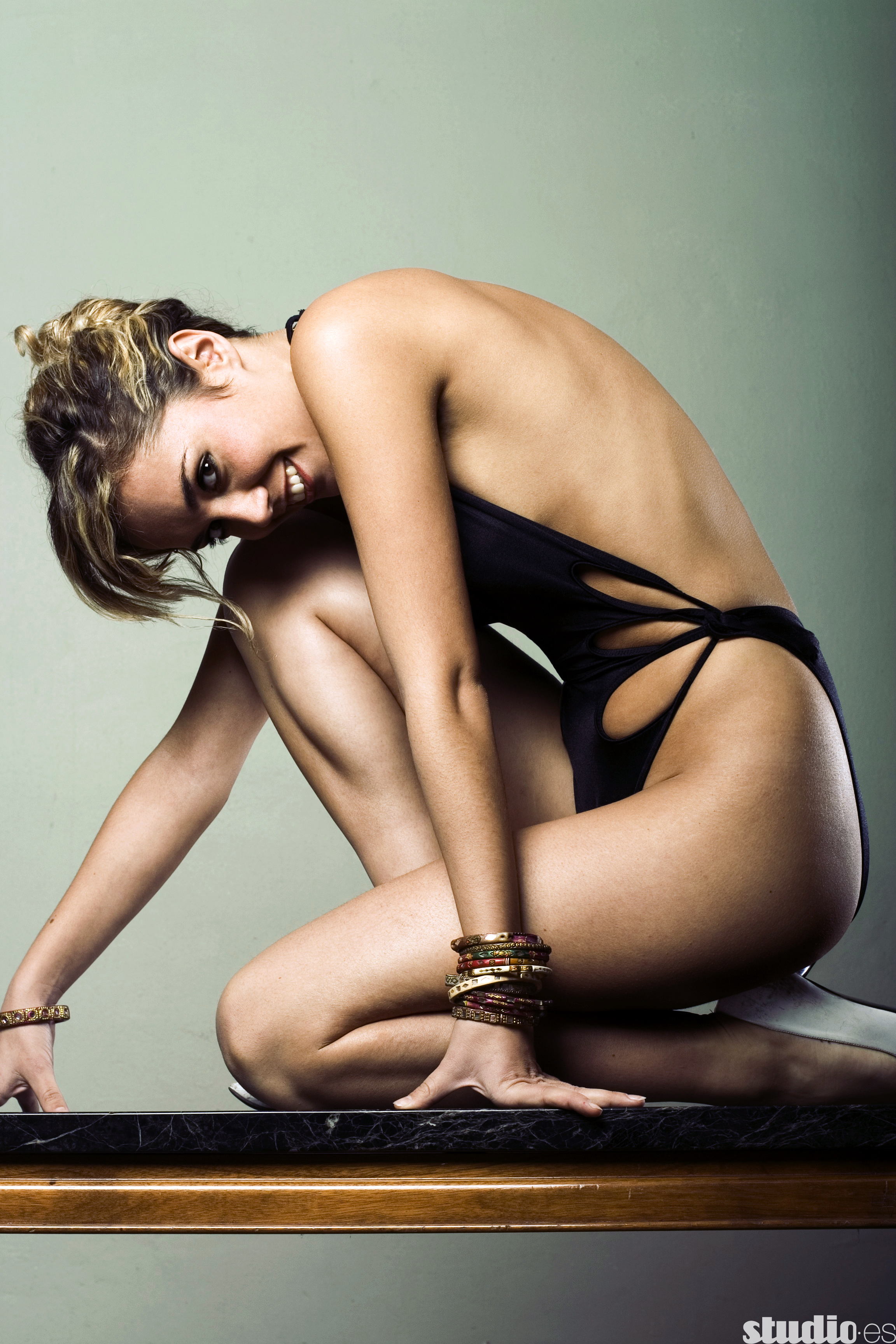
Modelka ve studiu. Fotografováno s hlavním softboxem 100×100 cm, a vedlejším zprava 70×70 cm
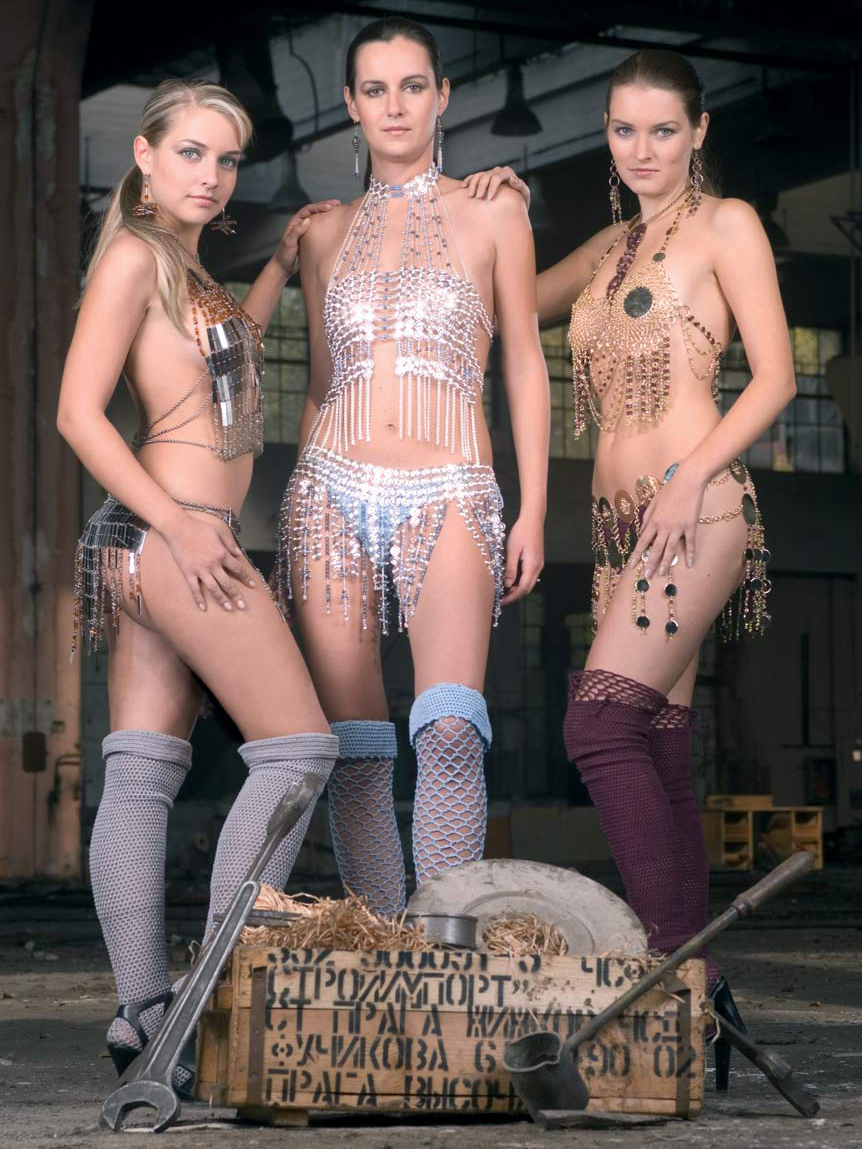
Metal Story, módní kolekce šperků Julie Wimmerové, Praha, 2007
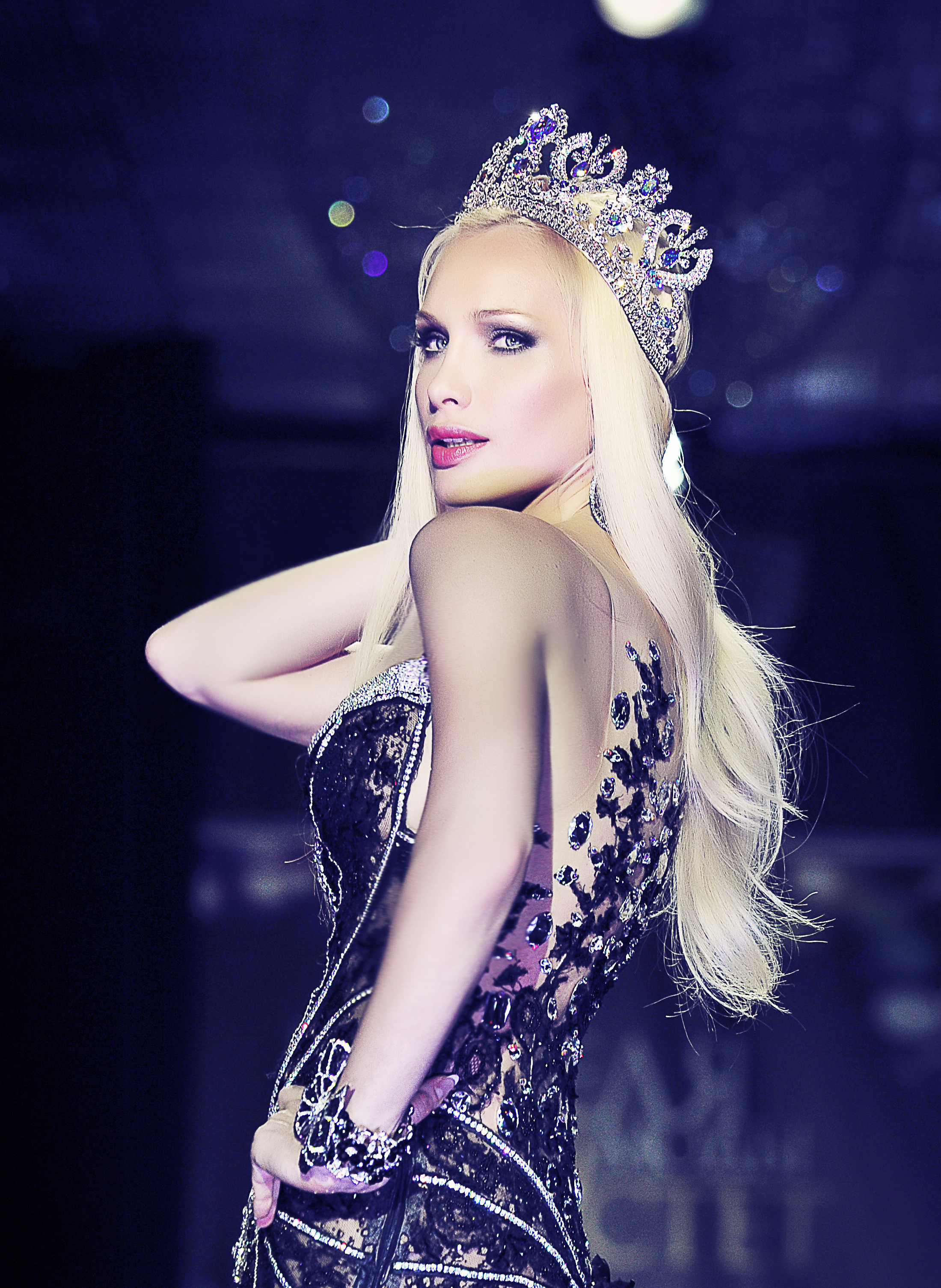
Ruská Miss Alisa Krylova